# Henry George Webster
Henry George (Harry) Webster (* 27. Mai 1917 in Coventry; † 6. Februar 2007 in Kenilworth) war ein britischer Automobil-Ingenieur, der maßgeblich an der Entwicklung der Triumph Automobile der 1950er- und 1960er-Jahre beteiligt war.

## Karriere
Webster wurde 1932 von der Standard Motor Company in Coventry als Auszubildender eingestellt und hat während des Zweiten Weltkrieges sechs Jahre in der Flugzeugentwicklung gearbeitet. 1957 wurde er Entwicklungsleiter bei Triumph. 1967 wurde er zum Entwicklungsdirektor von Leyland Motors, einem Konzern, der später Standard-Triumph erwarb. 1968, im Jahre der Fusion von British Motor Holdings und Leyland Motors zu British Leyland Motor Corporation (BLMC), wurde er Nachfolger von Alec Issigonis in der Funktion des Technischen Direktors von BLMC.

## Fahrzeugentwicklungen
Webster arbeitete an den TR-Sportwagen von Triumph, bestehend aus TR2, TR3, TR4 und TR5. Er stellte den Kontakt zum italienischen Designer Giovanni Michelotti her, der das Design von Herald, Vitesse, Spitfire, 2000 und Stag entwickelte.
In 1974 wurde er mit dem Titel CBE für seinen Beitrag an der Entwicklung der britischen Fahrzeugindustrie ausgezeichnet. Im gleichen Jahr verließ er BLMC, um bei einem Zulieferer, dem Kupplungshersteller Automotive Products, als Technischer Direktor bis zu seinem Ruhestand im Jahre 1982 zu arbeiten. Er lebte seit den späten 1950er Jahren in Kenilworth, wo er 2007 verstarb.